# Busk

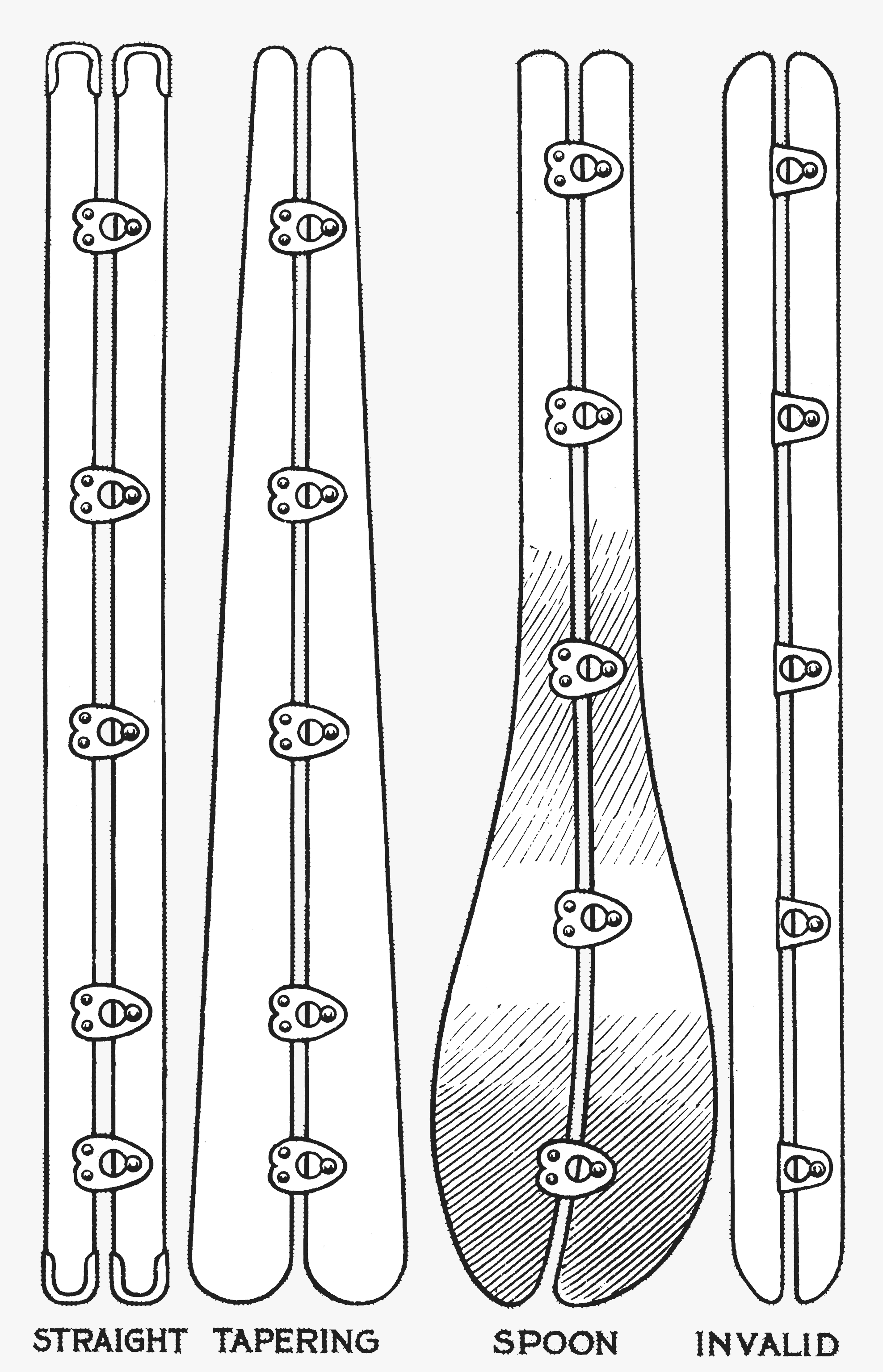
Modelos de busk, el cierre frontal de los corsés.

Un busk (también escrito como busque) es un elemento rígido de un corsé en el centro de la parte delantera de la prenda. Existen dos tipos, busks de una y dos partes.
Los busks de una sola pieza se utilizaron en corsés que se usaron hasta los siglos XIX (como "ballenas") y su propósito era mantener el frente del corsé recto y erguido. Por lo general, estaban hechos de madera, marfil o hueso, se deslizaban en una suerte de bolsillo del corsé y se los ataba en su sitio con un cordón llamado el punto busk. Estos busks a menudo estaban tallados y decorados, o inscritos con mensajes, y eran regalos populares de los hombres a sus novias.
A mediados del siglo XIX, apareció una nueva forma de busk. Estaba hecho de dos piezas largas de acero, una con ojales y la otra con puntos de fijación, que funcionaban de la misma manera que los cierres de gancho y ojo o los botones de una prenda. Esto hizo que los corsés fueran mucho más fáciles de poner y quitar, ya que los cordones no tenían que aflojarse tanto como cuando el corsé tenía que pasar por encima de la cabeza y los hombros de la mujer que lo usaba. Durante la segunda mitad del siglo XIX también se inventó el busk cuchara.